# Bank Grecji
Bank Grecji (gr. Τράπεζα της Ελλάδος, Trapeza tis Ellados) – bank centralny Grecji z siedzibą w Atenach.
Założony w 1927, był odpowiedzialny za emisję drachmy greckiej, oficjalnej historycznej waluty Grecji, aż do czasu zastąpienia przez euro w 2002 roku. Obecnie jest członkiem Europejskiego Systemu Banków Centralnych. Stanowi także krajowy organ nadzoru greckiego systemu bankowego.
Bank Grecji jest notowany na giełdzie papierów wartościowych w Atenach.